# Cryptocoryne mekongensis
Cryptocoryne mekongensis är en kallaväxtart som beskrevs av T.Idei, Bastm. och Niels Henning Günther Jacobsen. Cryptocoryne mekongensis ingår i släktet Cryptocoryne och familjen kallaväxter. Inga underarter finns listade.